# Großfahner
Großfahner település Németországban, azon belül Türingiában. Lakosainak száma 829 fő (2023. december 31.).

## Népesség
A település népességének változása:
| Lakosok száma | 825  | 811  | 826  | 822  | 829  |
|               | 2017 | 2019 | 2021 | 2022 | 2023 |